# Divines
Divines ist ein französisch-katarisches Filmdrama von Houda Benyamina aus dem Jahr 2016.

## Handlung
Die junge Dounia, die mit ihrer Mutter im Romalager lebt, und die schwarze Maimouna sind beste Freundinnen. Dounia kennt ihren Vater nicht, wie ihre Freundin lebt sie in prekären Verhältnissen im Pariser Banlieue. Beide gehen noch zur Schule, doch will Dounia lieber schnell viel Geld verdienen. Mit der gläubigen Maimouna geht sie auf tägliche Diebestour im nahen Einkaufszentrum, wo sie immer wieder auch den Wachmann Djigui sieht. Als sie bei der Examensvorbereitung ihre Lehrerin beleidigt, wird sie aus der Klasse geworfen und kündigt an, nie wieder zur Schule zu gehen.
Mit Maimouna beginnt sie, für die einflussreiche Dealerin Rebecca zu arbeiten. Zunächst sind beide einfache Handlanger, steigen jedoch zu Drogendealern auf und übernehmen das Revier des jungen Samir, den sie vorher reingelegt haben. Dounia und Maimouna können sich zum ersten Mal in ihrem Leben Dinge leisten. Das Geld aus den Drogendeals verstecken sie oberhalb einer Theaterbühne. So sehen beide Djigui wieder, der eigentlich Tänzer ist und nun bei Auswahlproben für ein Stück vortanzt. Vor allem Dounia ist von dem jungen Mann fasziniert, verspottet ihn jedoch, als sie ihn im Einkaufszentrum als Wachmann wiedersieht. In der Folgezeit beobachtet sie ihn allein, wenn er tanzt, und er weiß, dass sie da ist.
Rebecca hat einen neuen Auftrag für Dounia, so soll sie ihren früheren Lieferanten Reda verführen und die 100.000 Euro bei ihm zu Hause stehlen, die eigentlich Rebecca gehören. Ein erster Versuch, in die Wohnung zu gelangen, geht schief. Zufällig findet Dounia heraus, dass Samir mit ihrer Mutter schläft, um sich an Dounia zu rächen. Diese wiederum zündet das Auto von Samirs Mutter an und filmt sich dabei. Sie wird gemeinsam mit Maimouna von der Polizei verhaftet. Nun ist sie bei der Polizei registriert und damit für Rebecca wertlos. Rebecca lässt sie fallen.
Dounia begibt sich wieder zu einer Probe von Djigui, der unterdessen ihr Drogengeld an sich genommen hat und sie so zwingt, aus ihrem Versteck von der Oberbühne zu ihm zu kommen. Er glaubt, sie sei sein Glücksbringer, zumal er die Hauptrolle des Tanzstücks erhält und auf Tournee gehen wird. Er gibt ihr nicht nur ihr Geld zurück, sondern schenkt ihr auch eine Karte für die Premiere des Tanzstücks. Dounia verspricht, zur Premiere zu kommen. Beide küssen sich.
Reda meldet sich bei Dounia und verabredet sich zu einem Rendezvous, sodass Dounia wieder für Rebecca interessant wird. Reda merkt schnell, dass Dounia ihn bestehlen will, und schlägt sie zusammen. Als er sie vergewaltigen will, wehrt sich Dounia heftig und erschlägt Reda. Sie findet sein Geld, lässt einen Teil bei ihrer Mutter für Maimouna und will eigentlich mit Djigui davongehen. Am Bahnhof erhält sie jedoch eine Videonachricht von Rebecca, die Maimouna in ihrer Gewalt hat und von Dounia das erbeutete Geld fordert. Dounia kehrt zu Maimouna und Rebecca zurück. Es kommt zum Gewaltausbruch, bei dem Dounia, Maimouna und Rebecca am Ende in einem brennenden Keller gefangen sind. Rebecca und Dounia können durch ein enges Fenster fliehen, doch kommt die übergewichtige Maimouna im Keller um. Die herbeigerufene Feuerwehr weigert sich, den Brand zu löschen, bevor die Polizei eintrifft, da sie in der Vergangenheit in der gewalttätigen Gegend bereits angegriffen wurde. Nach dem Tod von Maimouna kommt es zu heftigen Auseinandersetzungen zwischen den Bewohnern, der Feuerwehr und der Polizei, während Dounia Maimounas Geist um Vergebung bittet.

## Produktion
Divines wurde in Montreuil, Bagnolet, Villeneuve-Saint-Georges, Colombes sowie Paris gedreht. Die Kostüme schuf Alice Cambournac, die Filmbauten stammten von Marion Burger. Es war nach Ghetto Child der zweite Langfilm, bei dem Houda Benyamina Regie führte, wobei sie Ghetto Child gemeinsam mit Guillaume Tordjman realisierte. Wie in Ghetto Child besetzte sie auch in Divines ihre Schwester Oulaya Amamra in der Hauptrolle.
Der Film erlebte am 19. Mai 2016 im Rahmen der Reihe Quinzaine des réalisateurs der Internationalen Filmfestspiele von Cannes seine Premiere. Am 26. Juni 2016 hatte er auf dem Filmfest München seine Deutschlandpremiere. Divines lief am 31. August 2016 in den französischen Kinos an und wurde am 3. Januar 2017 auf DVD veröffentlicht.

## Synchronisation
| Rolle           | Darsteller         | Synchronsprecher |
| --------------- | ------------------ | ---------------- |
| Dounia          | Oulaya Amamra      | Tanya Kahana     |
| Maimouna        | Déborah Lukumuena  | Anja Stadlober   |
| Djigui          | Kevin Mischel      | Ricardo Richter  |
| Rebecca         | Jisca Kalvanda     | Anne Helm        |
| Samir           | Yasin Houicha      | Konrad Bösherz   |
| Myriam          | Madjouline Idrissi | Victoria Sturm   |
| Monsieur Camara | Bass Dhem          | Samir Fuchs      |
| Cassandra       | Mounir Margoum     | Christoph Banken |
| Reda            | Farid Larbi        | Simon Derksen    |
| Rachid          | Wilfried Romoli    | Sven Gerhardt    |
| Madame Labutte  | Tania Dessources   | Jana Kozewa      |

## Auszeichnungen
In Cannes wurde Houda Benyamina für Divines mit der Caméra d’Or ausgezeichnet, zudem wurde der Film wurde dort für den Prix SACD und die Queer Palm nominiert. Auf dem London Film Festival erhielt der Film eine Nominierung für den Sutherland Award, der an Erstlingswerke vergeben wird. Houda Benyamina gewann auf dem Filmfest München den CineVision Award für Nachwuchsregisseure.

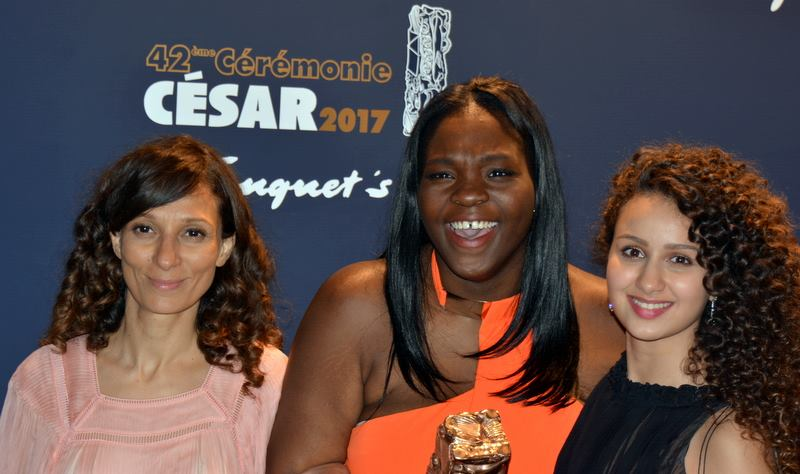
Preisträgerinnen Houda Benyamina, Déborah Lukumuena und Oulaya Amamra (v. l. n. r.) beim César 2017

Im Jahr 2017 wurde Divines für einen Globe de Cristal als Bester Film nominiert und gewann drei Prix Lumières: in den Kategorien Bestes Erstlingswerk (Heike-Hurst-Preis) und Beste Nachwuchsdarstellerin (Oulaya Amamra sowie Déborah Lukumuena). Beim César 2017 war Divines der Sieger des Abends. Er erhielt Preise in den Kategorien Beste Nebendarstellerin (Déborah Lukumuena), Beste Nachwuchsdarstellerin (Oulaya Amamra) und Bestes Erstlingswerk (Houda Benyamina, Marc-Benoît Créancier) sowie Nominierungen in den Kategorien Bester Film (Marc-Benoît Créancier, Houda Benyamina), Beste Regie, Bestes Originaldrehbuch (Romain Compingt, Houda Benyamina, Malik Rumeau) und Bester Schnitt (Loïc Lallemand, Vincent Tricon). Bei den Golden Globe Awards 2017 war Divines in der Kategorie Bester fremdsprachiger Film nominiert, konnte sich jedoch nicht gegen den ebenfalls aus Frankreich stammenden Film Elle durchsetzen.